# Amstel Curaçao Race 2011
Op 5 november 2011 werd de 10e editie van de Amstel Curaçao Race gereden. De overwinning ging naar de jonge Duitse sprinter Marcel Kittel.

## Uitslag (top 10)
| rang | renner            | land      | ploeg               |
| ---- | ----------------- | --------- | ------------------- |
| 1    | Marcel Kittel     | Duitsland | Skil-Shimano        |
| 2    | Andy Schleck      | Luxemburg | Leopard-Trek        |
| 3    | Johnny Hoogerland | Nederland | Vacansoleil-DCM     |
| 4    | Jelle Vanendert   | België    | Omega Pharma-Lotto  |
| 5    | Marc de Maar      | Curaçao   | Quickstep           |
| 6    | Johan Vansummeren | België    | Team Garmin-Cervélo |
| 7    | Frans Van Winden  | Nederland | /                   |
| 8    | Gyasi Sulvaran    | Curaçao   | /                   |
| 9    | Steven Kruijswijk | Nederland | Rabobank            |
| 10   | Peter Sagan       | Slowakije | Liquigas-Cannondale |